# Денсо Касіус
Денсо Касіус (нід. Denso Kasius, нар. 6 жовтня 2002, Делфт, Нідерланди) — нідерландський футболіст, фланговий захисник клубу АЗ. Грав у складі молодіжної збірної Нідерландів з футболу.

## Ігрова кар'єра

### Клубна
Денсо Касіус є вихованцем клубів «Феєнорд» та «Утрехт». У другій команді «Утрехта» «Йонг Утрехт» Касіус дебютував у січні 2020 року у турнірі Еерстедивізі. В цій лізі футболіст провів сезон у клубі «Волендам», де грав на правах оренди.
У січні 2022 року Касіус перебрався до Італії, де приєднався до клубу «Болонья» і на початку лютого захисник дебютував у новій команді.
Першу половину 2023 року провів в оренді у віденському «Рапіді», а 31 серпня 2023 року повернувся на батьківщину, приєднавшись за 4 мільйони євро до лав АЗ.

### Збірна
У 2022 році Денсо Касіус грав у молодіжній збірній Нідерландів.

## Досягнення

### Особисті
- Команда місяця Ередивізі: жовтень 2024[5]